# Janiszewo (powiat włocławski)
Janiszewo – wieś w Polsce położona w województwie kujawsko-pomorskim, w powiecie włocławskim, w gminie Lubraniec.
W latach 1975–1998 miejscowość należała administracyjnie do województwa włocławskiego. Według Narodowego Spisu Powszechnego (III 2011 r.) liczyła 110 mieszkańców. Jest 31. co do wielkości miejscowością gminy Lubraniec.